# 루벤 소브리노
루벤 소브리노 포수엘로(스페인어: Rubén Sobrino Pozuelo, 1992년 6월 1일 ~ )는 스페인의 축구 선수로, 현재 카디스 CF에서 활약하고 있다. 포지션은 공격수이다.